# 南恺时
南恺时（英語：Keith N. Knapp)，美国著名汉学家，南卡罗莱纳军事要塞学院教授。

## 生平
南恺时先生目前为南卡罗莱纳军事要塞学院历史系教授、系主任。
学术兼职：美国中国中古学会（The Early Medieval China Group）会长、东南美国古代中国圆桌会议会长、古代中国学会理事、中国宗教研究学会理事等。
主要研究中国中古时期（100-600年）社会文化史，尤其致力于重建世人的世界观，近来则对考古颇有兴趣。

## 著作
代表作有《无私的孝子：中国中古的孝子与社会秩序》、《从死者得到正当性：祖先崇拜的儒教化》、《西安：东方的门和战略性的堡垒》等。